# Platynota
Los platinotos (Platynota) son un grupo de lagartos anguimorfos. Desde que fue nombrado en 1839, este ha incluido varios grupos, incluyendo varanos, serpientes, mosasáuridos y helodermátidos. Su uso taxonómico aún varía, siendo a veces considerado como equivalente del grupo Varanoidea y otras veces visto como un grupo diferenciado. Es definido filogenéticamente como el clado que contiene a Varanidae (los varanos o lagartos monitor) y Helodermatidae (los lagartos enchaquirados y el monstruo de Gila). También incluye a varios grupos extintos.

## Descripción
Varios rasgos del esqueleto apoyan la agrupación de los varanos, helodermátidos y varias especies extintas en Platynota. Todos los platinotanos tienen una mandíbula superior articulada. Los dientes están muy espaciados, y cada uno tiene una base amplia, y erupcionan por detrás del diente existente. Los dientes son plicidentinos, lo que significa que tienen capas muy plegadas de dentina en sus centros. Muchos tienen huesos frontales y nasales fusionados en la parte superior de sus cráneos (en otros lagartos, estos huesos se separan en pares). Algunas características de los platinotanos que no son vistas en el esqueleto, y por lo tanto solo conocidas de las especies actuales, incluyen una lengua bifurcada y una glándula venenosa denominada glándula de Gabe.

## Historia y clasificación
Platynota fue usado inicialmente como una superfamilia de lagartos anguimorfos. En 1923, Charles Lewis Camp incluyó a los grupos Varanoidea y Mosasauroidea (un grupo de grandes reptiles marinos del Cretácico). La idea de una cercana relación entre mosasáuridos y serpientes, los cuales formarían la agrupación Pythonomorpha, ganó favor en los años siguientes. Por lo tanto, algunos investigadores también incluyeron a las serpientes en Platynota.
Una definición más restringida fue propuesta por los herpetólogos Samuel Booker McDowell y Charles Mitchill Bogert en 1954. Dentro de Platynota, ellos solo incluyeron a los varanos, los helodermátidos y a sus más cercanos parientes extintos. Su uso de Platynota es esencialmente equivalente al de Varanoidea, un taxón tque incluye a los varanos y helodermátidos que había estado en uso por varios años. El uso de Platynota de McDowell y Bogert fue favorecido en las siguientes décadas, aunque fue substituido por el nombre Varanoidea en algunos estudios.
Platynota tuvo una definición filogenética en 1997. Fue erigido como un taxón basado en raíces que incluye a Heloderma (el monstruo de Gila monster y el lagarto enchaquirado), Lanthanotus (el varano de agua sin orejas) y Varanus (los varanos), y todos los lagartos que están más cercanaamente relacionados con estos que con otros anguimorfos. Estos otros anguimorfos fueron tradicionalmente denominados Diploglossa, e incluyen a las familias Anguidae, Anniellidae (lagartos sin patas americanos) y los Xenosauridae. Una definición basada en nodo le fue dada por primera vez en 1998 en la cual Platynota incluye al más reciente ancestro común de Monstersauria (los helodermátidos) y Varanidae (varanos) y a todos sus descendientes. Bajo esta definición, Platynota incluye las mismas formas que Varanoidea en su sentido tradicional. Sin embargo, Varanoidea ha sido redefinido como un clado basado en nodos que incluye al extinto Telmasaurus y los varánidos.
La evidencia molecular del ADN y otras moléculas contradice la clasificación tradicionalmente sostenida de los platinotanos. Un estudio molecular de 2004 de los anguimorfos actuales encontró una cercana relación entre los helodermátidos y xenosáuridos, pero no entre helodermátidos y varánidos. De la misma forma, un estudio de 2005 encontró una cercana relación entre Anniella pulchra (el lagarto sin patas de California) y los helodermátidos.

## Evolución
Los más antiguos platinotanos conocidos aparecen en el Cretácico Superior de Mongolia, viviendo hace cerca de 80 millones de años. Estos incluyen formas similares en apariencia a los actuales varanos, tales como Paravaranus, Proplatynotia, Gobiderma, Cherminotus, Telmasaurus y Saniwides. Aunque estos vivían en asociación cercana entre sí, representan una diversidad de anguimorfos diferentes. Los más antiguos y menos especializados paltinotanos fueron alguna vez llamados necrosaurios por el género Necrosaurus.